# 25 Pułk Piechoty Obrony Krajowej
25 Pułk Piechoty Obrony Krajowej Kromieryż (niem. 25. Landwehrinfanterieregiment Kremsier lub 25 Landwehr Infanterie-Regimenter Kremsier) – pułk piechoty cesarsko-królewskiej Obrony Krajowej. 
Pułk został utworzony w Kromieryżu 1900 w roku jako niemiecki pułk Obrony Krajowej. Okręg uzupełnień – Kromieryż (niem. Kremsier) na terytorium 2 Korpusu.
Kolory pułkowe: trawiasty (grasgrün), guziki srebrne z numerem pułku „25”. W lipcu 1914 roku skład narodowościowy pułku: 83% – Czesi.
W latach 1903–1914 sztab pułku i wszystkie bataliony stacjonowały w Kromieryżu (niem. Kremsier).
W 1914 pułk wchodził w skład 26 Brygada Piechoty Obrony Krajowej należącej do 13 Dywizji Piechoty Obrony Krajowej.
W czasie I wojny światowej pułk walczył z Rosjanami w 1914 i 1915 w Galicji, między innymi w okolicach Biecza i Gorlic. Największe straty jednostka poniosła w bitwie pod Gorlicami. Żołnierze pułku są pochowani m.in. na cmentarzach wojennych nr: 251 w Ujściu Jezuickim, 46 w Koniecznej, 263 w Zaborowie i 255 w Wietrzychowicach.
11 kwietnia 1917 oddział został przemianowany na Pułk Strzelców Nr 25 (niem. Schützenregiment Nr. 25).

## Żołnierze
Komendanci pułku
- płk Karl Hawel (1903–1904)
- płk Moritz Hartlieb von Wallthor (1905)
- płk Kasimir von Lütgendorf (1906–1907)
- płk Eduard Baar (1908–1912)
- płk Karl Mader (1913–1914)

Podoficerowie i szeregowcy
- gefrajter jednoroczny ochotnik Piotr Kiełkowski